# Сала, Джузеппе Антонио
Джузеппе Антонио Сала (итал. Giuseppe Antonio Sala; 27 октября 1762, Рим, Папская область — 23 июня 1839, там же) — итальянский куриальный кардинал. Секретарь Священной Конгрегации по чрезвычайным церковным делам с 10 марта 1823 по декабрь 1825. Секретарь Священной Конгрегации обрядов и Священной Конгрегации Тридентского собора с декабря 1825 по 30 сентября 1831. Префект Священной Конгрегации Индекса с 21 марта по 21 ноября 1834. Префект Священной Конгрегации по делам епископов и монашествующих с 21 ноября 1834 по 23 июня 1839. Архипресвитер патриаршей Либерийской базилик с 11 декабря 1838 по 23 июня 1839. Кардинал-священник с 30 сентября 1831, с титулом церкви Санта-Мария-делла-Паче с 24 февраля 1832. 